# Sliders – Das Tor in eine fremde Dimension/Episodenliste
Diese Episodenliste enthält alle Episoden der US-amerikanischen Fernsehserie Sliders – Das Tor in eine fremde Dimension, sortiert nach der US-amerikanischen Erstausstrahlung. Zwischen 1995 und 2000 entstanden in fünf Staffeln insgesamt 88 Episoden mit einer Länge von jeweils etwa 42 Minuten.

## Übersicht
| Staffel | Episodenanzahl | Erstausstrahlung USA | Erstausstrahlung USA | Deutschsprachige Erstausstrahlung | Deutschsprachige Erstausstrahlung |
| Staffel | Episodenanzahl | Staffelpremiere      | Staffelfinale        | Staffelpremiere                   | Staffelfinale                     |
| ------- | -------------- | -------------------- | -------------------- | --------------------------------- | --------------------------------- |
| 1       | 10             | 22. März 1995        | 17. Mai 1995         | 2. November 1997                  | 28. Dezember 1997                 |
| 2       | 13             | 1. März 1996         | 12. Juli 1996        | 4. Januar 1998                    | 5. April 1998                     |
| 3       | 25             | 20. September 1996   | 16. Mai 1997         | 17. Mai 1998                      | 24. Januar 1999                   |
| 4       | 22             | 8. Juni 1998         | 23. April 1999       | 24. Oktober 1999                  | 28. Mai 2000                      |
| 5       | 18             | 11. Juni 1999        | 4. Februar 2000      | 17. Januar 2004                   | 29. Mai 2004                      |

## Staffel 1
Die Erstausstrahlung der ersten Staffel war vom 22. März bis zum 17. Mai 1995 auf dem US-amerikanischen Sender Fox zu sehen. Die deutschsprachige Erstausstrahlung fand vom 2. November bis zum 28. Dezember 1997 auf dem Sender RTL statt.
| Nr. (ges.) | Nr. (St.) | Deutscher Titel          | Originaltitel    | Erstausstrahlung USA | Deutschsprachige Erstausstrahlung (D) | Regie                 | Drehbuch                                                    |
| ---------- | --------- | ------------------------ | ---------------- | -------------------- | ------------------------------------- | --------------------- | ----------------------------------------------------------- |
| 1-2        | 1-2       | Pilotfilm                | Pilot            | 22. März 1995        | 2. Nov. 1997                          | Andy Tennant          | Tracy Tormé Idee: Robert K. Weiss & Tracy Tormé             |
| 3          | 3         | Der keimfreie Planet     | Fever            | 29. März 1995        | 9. Nov. 1997                          | Mario Azzopardi       | Ann Powell & Rose Schacht                                   |
| 4          | 4         | Das Ende der Welt        | Last Days        | 5. Apr. 1995         | 16. Nov. 1997                         | Michael Keusch        | Dan Lane                                                    |
| 5          | 5         | Der korrupte Sheriff     | Prince of Wails  | 12. Apr. 1995        | 23. Nov. 1997                         | Félix Enríquez Alcalá | Lee Goldberg & William Rabkin                               |
| 6          | 6         | Reise durch das Zeitloch | Summer of Love   | 19. Apr. 1995        | 30. Nov. 1997                         | Mario Azzopardi       | Tracy Tormé                                                 |
| 7          | 7         | Die Doppelgänger         | Eggheads         | 26. Apr. 1995        | 7. Dez. 1997                          | Timothy Bond          | Scott Smith Miller Idee: Scott Smith Miller & Jacob Epstein |
| 8          | 8         | Der Spitzenkandidat      | The Weaker Sex   | 3. Mai 1995          | 14. Dez. 1997                         | Vern Gillum           | Dawn Prestwich & Nicole Yorkin                              |
| 9          | 9         | König des Rock ’n’ Roll  | The King Is Back | 10. Mai 1995         | 21. Dez. 1997                         | Vern Gillum           | Tracy Tormé                                                 |
| 10         | 10        | Paradies auf Erden       | Luck of the Draw | 17. Mai 1995         | 28. Dez. 1997                         | Les Landau            | Jon Povill                                                  |

## Staffel 2
Die Erstausstrahlung der zweiten Staffel war vom 1. März bis zum 12. Juli 1996 auf dem US-amerikanischen Sender Fox zu sehen. Die deutschsprachige Erstausstrahlung fand vom 4. Januar bis zum 5. April 1998 auf dem Sender RTL statt.
| Nr. (ges.) | Nr. (St.) | Deutscher Titel              | Originaltitel                     | Erstausstrahlung USA | Deutschsprachige Erstausstrahlung (D) | Regie           | Drehbuch                                                                                        |
| ---------- | --------- | ---------------------------- | --------------------------------- | -------------------- | ------------------------------------- | --------------- | ----------------------------------------------------------------------------------------------- |
| 11         | 1         | Im Reich des Hexenmeisters   | Into the Mystic                   | 1. März 1996         | 4. Jan. 1998                          | Richard Compton | Tracy Tormé                                                                                     |
| 12         | 2         | Männermangel                 | Love Gods                         | 8. März 1996         | 11. Jan. 1998                         | John McPherson  | Tony Blake & Paul Jackson                                                                       |
| 13         | 3         | Der unsichtbare Quinn        | Gillian of the Spirits            | 15. März 1996        | 18. Jan. 1998                         | Paris Barclay   | Tony Blake & Paul Jackson                                                                       |
| 14         | 4         | Duell in der Wall-Street     | The Good, the Bad and the Wealthy | 22. März 1996        | 25. Jan. 1998                         | Oscar L. Costo  | Scott Smith Miller                                                                              |
| 15         | 5         | Verbunden bis in den Tod     | El Sid                            | 29. März 1996        | 1. Feb. 1998                          | Paris Barclay   | Jon Povill                                                                                      |
| 16         | 6         | Verkehrte Welten             | Time Again and World              | 5. Apr. 1996         | 8. Feb. 1998                          | Vern Gillum     | Jacob Epstein                                                                                   |
| 17         | 7         | Unter Dinosauriern           | In Dino Veritas                   | 26. Apr. 1996        | 15. Feb. 1998                         | Oscar L. Costo  | Steve Brown                                                                                     |
| 18         | 8         | Endlich Zuhause?             | Post Traumatic Slide Syndrome     | 3. Mai 1996          | 22. Feb. 1998                         | Adam Nimoy      | Nan Hagan                                                                                       |
| 19         | 9         | Eine jahrhunderte alte Liebe | Obsession                         | 24. Mai 1996         | 1. März 1998                          | Colin Bucksey   | Jon Povill Idee: Jon Povill & Steve Brown                                                       |
| 20         | 10        | Herrschaft der Mafia         | Greatfellas                       | 31. Mai 1996         | 15. März 1998                         | Allan Eastman   | Scott Smith Miller Idee: Patrick Sean Clark & Scott Smith Miller                                |
| 21         | 11        | Im Rausch der Jugend         | The Young and the Relentless      | 7. Juni 1996         | 22. März 1998                         | Richard Compton | T. Edward Anthony & Von Whisenhant Idee: Michael X. Ferraro, T. Edward Anthony & Von Whisenhant |
| 22         | 12        | Die Invasion                 | Invasion                          | 28. Juni 1996        | 5. Apr. 1998                          | Richard Compton | Tracy Tormé                                                                                     |
| 23         | 13        | Hawkings Theorie             | As Time Goes By                   | 12. Juli 1996        | 29. März 1998                         | Richard Compton | Steve Brown                                                                                     |

## Staffel 3
Die Erstausstrahlung der dritten Staffel war vom 20. September 1996 bis zum 16. Mai 1997 auf dem US-amerikanischen Sender Fox zu sehen. Die deutschsprachige Erstausstrahlung fand vom 17. Mai 1998 bis zum 24. Januar 1999 auf dem Sender RTL statt.
| Nr. (ges.) | Nr. (St.) | Deutscher Titel               | Originaltitel               | Erstausstrahlung USA | Deutschsprachige Erstausstrahlung (D) | Regie              | Drehbuch                                                             |
| ---------- | --------- | ----------------------------- | --------------------------- | -------------------- | ------------------------------------- | ------------------ | -------------------------------------------------------------------- |
| 24         | 1         | Tödliches Spiel               | Rules of the Game           | 20. Sep. 1996        | 26. Juli 1998                         | Oscar L. Costo     | Josef Anderson                                                       |
| 25         | 2         | Der doppelte Professor        | Double Cross                | 27. Sep. 1996        | 17. Mai 1998                          | Richard Compton    | Tony Blake & Paul Jackson                                            |
| 26         | 3         | Der Geist aus der Flasche     | Electric Twister Acid Test  | 4. Okt. 1996         | 7. Juni 1998                          | Oscar L. Costo     | Scott Smith Miller                                                   |
| 27         | 4         | Der Schutzengel               | The Guardian                | 11. Okt. 1996        | 14. Juni 1998                         | Adam Nimoy         | Tracy Tormé                                                          |
| 28         | 5         | Die Traumkiller               | The Dream Masters           | 18. Okt. 1996        | 2. Aug. 1998                          | Jefery Levy        | Melinda M. Snodgrass Idee: Scott Smith Miller & Melinda M. Snodgrass |
| 29         | 6         | Die Wasserhexe                | Desert Storm                | 1. Nov. 1996         | 21. Juni 1998                         | Jim Johnston       | Matt Dearborn                                                        |
| 30         | 7         | Zaubertrank und Drachenblut   | Dragonslide                 | 8. Nov. 1996         | 9. Aug. 1998                          | David Livingston   | Tony Blake & Paul Jackson                                            |
| 31         | 8         | Die Feuerhölle                | The Fire Within             | 15. Nov. 1996        | 23. Aug. 1998                         | Jefery Levy        | Josef Anderson                                                       |
| 32         | 9         | Der Königssohn                | The Prince of Slides        | 22. Nov. 1996        | 6. Sep. 1998                          | Richard Compton    | Eleah Horwitz                                                        |
| 33         | 10        | Quinn unter Mordverdacht      | Dead Man Sliding            | 29. Nov. 1996        | 20. Sep. 1998                         | Richard Compton    | Nan Hagan                                                            |
| 34         | 11        | Roboter mit Seele             | State of the A.R.T.         | 6. Dez. 1996         | 11. Okt. 1998                         | John T. Kretchmer  | Nan Hagan Idee: Schuyler Kent                                        |
| 35         | 12        | Fröhliche Weihnachten         | Season’s Greetings          | 20. Dez. 1996        | 18. Okt. 1998                         | Richard Compton    | Eleah Horwitz                                                        |
| 36         | 13        | Auf den Spuren von Jolly Jack | Murder Most Foul            | 3. Jan. 1997         | 1. Nov. 1998                          | Jeff Woolnough     | David E. Peckinpah                                                   |
| 37         | 14        | Das Geheimnis der Pyramide    | Slide Like an Egyptian      | 17. Jan. 1997        | 8. Nov. 1998                          | Adam Nimoy         | Scott Smith Miller                                                   |
| 38         | 15        | Das ewige Leben               | Paradise Lost               | 31. Jan. 1997        | 15. Nov. 1998                         | Jim Johnston       | Steve Stoliar                                                        |
| 39         | 16        | Exodus – Teil 1               | The Exodus: Part 1          | 21. Feb. 1997        | 22. Nov. 1998                         | Jim Charleston     | Tony Blake & Paul Jackson Idee: John Rhys-Davies                     |
| 40         | 17        | Exodus – Teil 2               | The Exodus: Part 2          | 28. Feb. 1997        | 29. Nov. 1998                         | Jefery Levy        | Josef Anderson, Paul Jackson & Tony Blake Idee: John Rhys-Davies     |
| 41         | 18        | Endzeit                       | Sole Survivors              | 7. März 1997         | 10. Jan. 1999                         | David E. Peckinpah | Steven Kriozere                                                      |
| 42         | 19        | Monsterbrut                   | The Breeder                 | 14. März 1997        | 17. Jan. 1999                         | Paris Barclay      | Eleah Horwitz                                                        |
| 43         | 20        | Verbotene Zonen               | The Last of Eden            | 28. März 1997        | 6. Dez. 1998                          | Allan Eastman      | Josef Anderson                                                       |
| 44         | 21        | Das Böse im Nebel             | The Other Slide of Darkness | 11. Apr. 1997        | 13. Dez. 1998                         | Jeff Woolnough     | Nan Hagan & Scott Smith Miller                                       |
| 45         | 22        | Giftige Fracht                | Slither                     | 25. Apr. 1997        | 20. Dez. 1998                         | Jim Johnston       | Tony Blake & Paul Jackson                                            |
| 46         | 23        | Rache an Rickman              | Dinoslide                   | 2. Mai 1997          | 10. Jan. 1999                         | Richard Compton    | David E. Peckinpah                                                   |
| 47         | 24        | Gesang der Vampire            | Stoker                      | 9. Mai 1997          | 17. Jan. 1999                         | Jerry O’Connell    | Josef Anderson                                                       |
| 48         | 25        | Ein himmlischer Slide         | This Slide of Paradise      | 16. Mai 1997         | 24. Jan. 1999                         | Jim Johnston       | Nan Hagan                                                            |

## Staffel 4
Die Erstausstrahlung der vierten Staffel war vom 8. Juni 1998 bis zum 23. April 1999 auf dem US-amerikanischen Sender Syfy zu sehen. Die deutschsprachige Erstausstrahlung fand vom 24. Oktober 1999 bis zum 28. Mai 2000 auf dem Sender RTL statt.
| Nr. (ges.) | Nr. (St.) | Deutscher Titel               | Originaltitel               | Erstausstrahlung USA | Deutschsprachige Erstausstrahlung (D) | Regie                  | Drehbuch                                                             |
| ---------- | --------- | ----------------------------- | --------------------------- | -------------------- | ------------------------------------- | ---------------------- | -------------------------------------------------------------------- |
| 49         | 1         | Woher kommst du, Quinn?       | Genesis                     | 8. Juni 1998         | 24. Okt. 1999                         | Reza Badiyi            | David E. Peckinpah                                                   |
| 50         | 2         | Das Portal des Todes          | Prophets and Loss           | 8. Juni 1998         | 31. Okt. 1999                         | Mark Sobel             | Bill Dial                                                            |
| 51         | 3         | Rachsucht                     | Common Ground               | 15. Juni 1998        | 14. Nov. 1999                         | Reza Badiyi            | Chris Black                                                          |
| 52         | 4         | Ein virtueller Slide          | Virtual Slide               | 22. Juni 1998        | 21. Nov. 1999                         | Richard Compton        | Keith Damron                                                         |
| 53         | 5         | Die Höllenmaschine            | World Killer                | 29. Juni 1998        | 28. Nov. 1999                         | Reza Badiyi            | Marc Scott Zicree                                                    |
| 54         | 6         | Bruder aus einer anderen Welt | Oh Brother, Where Art Thou? | 6. Juli 1998         | 5. Dez. 1999                          | David E. Peckinpah     | Bill Dial & Marc Scott Zicree Idee: Chris Black & David E. Peckinpah |
| 55         | 7         | Land des Lächelns             | Just Say Yes                | 13. Juli 1998        | 12. Dez. 1999                         | Jefferson Kibbee       | Richard Manning                                                      |
| 56         | 8         | Frankensteins Enkel           | The Alternateville Horror   | 20. Juli 1998        | 19. Dez. 1999                         | David Grossman         | Chris Black                                                          |
| 57         | 9         | Gefangen in der Festung       | Slidecage                   | 27. Juli 1998        | 16. Jan. 2000                         | Jerry O’Connell        | Marc Scott Zicree                                                    |
| 58         | 10        | Quinn außer Gefecht           | Asylum                      | 17. Aug. 1998        | 23. Jan. 2000                         | Michael Miller         | Bill Dial                                                            |
| 59         | 11        | Amerika den Amerikanern       | California Reich            | 24. Aug. 1998        | 13. Feb. 2000                         | Robert M. Williams Jr. | Scott Smith Miller                                                   |
| 60         | 12        | Fast ein Mensch               | The Dying Fields            | 31. Aug. 1998        | 20. Feb. 2000                         | David E. Peckinpah     | William Bigelow                                                      |
| 61         | 13        | Talkshow Total                | Lipschitz Live!             | 30. Nov. 1998        | 27. Feb. 2000                         | Jerry O’Connell        | Keith Damron                                                         |
| 62         | 14        | Mutter und Kind               | Mother and Child            | 7. Dez. 1998         | 5. März 2000                          | Helaine Head           | Richard Manning                                                      |
| 63         | 15        | Vernetzt                      | Net Worth                   | 11. Jan. 1999        | 12. März 2000                         | Paul Lynch             | Steve Stoliar                                                        |
| 64         | 16        | Perfekte Piloten              | Slide by Wire               | 18. Jan. 1999        | 19. März 2000                         | Robert A. Hudecek      | Chris Black                                                          |
| 65         | 17        | Virtuelle Macht               | Data World                  | 19. März 1999        | 26. März 2000                         | Jerry O’Connell        | Joel Metzger                                                         |
| 66         | 18        | Im Wilden Westen              | Way Out West                | 26. März 1999        | 2. Apr. 2000                          | David E. Peckinpah     | Chris Black Idee: Jerry O’Connell                                    |
| 67         | 19        | Meines Bruders Hüter          | My Brother’s Keeper         | 2. Apr. 1999         | 16. Apr. 2000                         | Reza Badiyi            | Doug Molitor                                                         |
| 68         | 20        | Der Abgrund                   | The Chasm                   | 9. Apr. 1999         | 30. Apr. 2000                         | Robert A. Hudecek      | William Bigelow                                                      |
| 69         | 21        | Blick in die Zukunft          | Roads Taken                 | 16. Apr. 1999        | 14. Mai 2000                          | Jerry O’Connell        | Bill Dial Idee: Marc Scott Zicree                                    |
| 70         | 22        | Familientreffen               | Revelations                 | 23. Apr. 1999        | 28. Mai 2000                          | Robert M. Williams Jr. | Bill Dial Idee: Marc Scott Zicree                                    |

## Staffel 5
Die Erstausstrahlung der fünften Staffel war vom 11. Juni 1999 bis zum 4. Februar 2000 auf dem US-amerikanischen Sender Syfy zu sehen. Die deutschsprachige Erstausstrahlung fand vom 17. Januar bis zum 29. Mai 2004 auf dem Sender RTL statt.
| Nr. (ges.) | Nr. (St.) | Deutscher Titel             | Originaltitel                | Erstausstrahlung USA | Deutschsprachige Erstausstrahlung (D) | Regie               | Drehbuch                                                        |
| ---------- | --------- | --------------------------- | ---------------------------- | -------------------- | ------------------------------------- | ------------------- | --------------------------------------------------------------- |
| 71         | 1         | Verloren im All             | The Unstuck Man              | 11. Juni 1999        | 17. Jan. 2004                         | Guy Magar           | Bill Dial & Chris Black Idee: David E. Peckinpah & Keith Damron |
| 72         | 2         | Quälende Erinnerungen       | Applied Physics              | 18. Juni 1999        | 24. Jan. 2004                         | David J. Eagle      | Chris Black                                                     |
| 73         | 3         | Blutige Erde                | Strangers and Comrades       | 25. Juni 1999        | 16. Mai 2004                          | Richard Compton     | Keith Damron                                                    |
| 74         | 4         | Das große Werk              | The Great Work               | 9. Juli 1999         | 31. Jan. 2004                         | Reza Badiyi         | Robert Masello                                                  |
| 75         | 5         | Das Wasser des Lebens       | New Gods for Old             | 16. Juli 1999        | 21. Feb. 2004                         | Richard Compton     | David Gerrold                                                   |
| 76         | 6         | Konsumterror                | Please Press One             | 23. Juli 1999        | 28. Feb. 2004                         | Paul Lynch          | William Bigelow                                                 |
| 77         | 7         | Eine heiße Story            | A Current Affair             | 30. Juli 1999        | 6. März 2004                          | David J. Eagle      | Steve Stoliar                                                   |
| 78         | 8         | Gangster Blues              | The Java Jive                | 6. Aug. 1999         | 13. März 2004                         | Jeff Woolnough      | Janét Saunders & Jennifer McGinnis                              |
| 79         | 9         | Maggie Becketts Rückkehr    | The Return of Maggie Beckett | 13. Aug. 1999        | 20. März 2004                         | Peter Ellis         | Chris Black                                                     |
| 80         | 10        | Eine gefährliche Liebschaft | Easy Slider                  | 20. Aug. 1999        | 3. Apr. 2004                          | David E. Peckinpah  | Tim Burns Idee: Janét Saunders & Jennifer McGinnis              |
| 81         | 11        | Trennung für immer          | Requiem                      | 10. Sep. 1999        | 10. Apr. 2004                         | Paul Lynch          | Michael Reaves                                                  |
| 82         | 12        | Kosmisches Kollektiv        | Map of the Mind              | 17. Sep. 1999        | 17. Apr. 2004                         | Paul Raimondi       | Robert Masello                                                  |
| 83         | 13        | Spaß ohne Grenzen           | A Thousand Deaths            | 24. Sep. 1999        | 24. Apr. 2004                         | David E. Peckinpah  | Keith Damron                                                    |
| 84         | 14        | Unter Piraten               | Heavy Metal                  | 1. Okt. 1999         | 8. Mai 2004                           | Guy Magar           | Chris Black                                                     |
| 85         | 15        | Lebende Steine              | To Catch a Slider            | 14. Jan. 2000        | 15. Mai 2004                          | Peter Ellis         | Bill Dial Idee: Chris Black & Bill Dial                         |
| 86         | 16        | Im Namen der Wissenschaft   | Dust                         | 21. Jan. 2000        | 22. Mai 2004                          | Reynaldo Villalobos | Tim Burns & Bill Dial Idee: Chris Black                         |
| 87         | 17        | Das Experiment              | Eye of the Storm             | 28. Jan. 2000        | 29. Mai 2004                          | David E. Peckinpah  | Chris Black Idee: Eric Morris & Chris Black                     |
| 88         | 18        | Der letzte Slide            | The Seer                     | 4. Feb. 2000         | 29. Mai 2004                          | Paul Cajero         | Keith Damron                                                    |

Anmerkung:
Einige Folgen der Staffeln 1, 2 und 3 wurden nicht chronologisch ausgestrahlt, sondern nach frei gewählter Reihenfolge des US-Senders Fox mit der Begründung, so mehr Zuschauer zu generieren. Die ursprünglich geplante Ausstrahlungsreihenfolge findet sich auf der Website zur Serie.